# 任畹町
任畹町（1944年—），原名任安，江苏宜兴人，社会活动人士，就读于北京建筑工程学院，曾参加西单民主墙运动、89学运、起草「中国人权宣言」、组建“中国人权同盟”。原居住于中国北京市，现流亡于法国巴黎。

## 生平
1944年，任畹町出生在一个经济学家及中共革命家庭，就读于北京建筑工程学院。原名任安，之所以改名畹町，是因为年青时向往输出革命，想要去参加缅共和抗美援越。
1978年，任畹町开始参加西单民主墙运动，后执笔《中国人权宣言》，并且组建“中国人权同盟”。
1989年，任畹町参加六四事件，并且组织了纪念西单民主墙10周年活动，遭到当局逮捕，判决劳动教养4年。
1991年2月8日，任畹町在法庭发表了《89民主改革与主权在民：驳反革命煽动罪》，被当局定性为“罪恶重大，拒不悔罪”，以反革命宣传煽动罪罪名判决有期徒刑7年。
1998年10月7日，任畹町组建了“中国民主党全国筹备委员会”。
1999年12月26日，任畹町组建了中国民主党联合委员会。
2001年，任畹町为北京市举办奥运会呼吁，要人权，也要奥运。
2007年4月19日，中华人民共和国政府为了举办奥运会，放宽了言论自由限制，特允许任畹町、陈子明到香港，任畹町将治疗骨结核病，同年，任畹町执笔《2007中国人权宣言》并且筹办了“2007中国人权论坛”。
2007，首次出访香港、新西兰；访问美国罗伯特·F·肯尼迪基金会，美国国家民主基金会，哥伦比亚大学及纽约各民运团体；访问了加州中国民主教育基金会；11月16日在美国参议院补领1994年罗伯特·弗朗西斯·肯尼迪人权奖。
2008年3月起驻都柏林“前线”Frontline组织学习研究。2008年和2009年受“法兰西国际精英邀请计划”及巴黎政治学院、法国人文科学之家、德国歌德学院、英国、荷兰、丹麦，爱尔兰、捷克、西藏行政中央和人权组织邀请访问欧洲与学习，访问了法兰西学院，信息研究中心亚太研究所，德国歌德学院，德国中国研究中心，伦敦大学，都柏林三一学院，丹麦人权研究所，布拉格查理大学等。
2012年3月13日，“第四届非政府组织日内瓦人权与民主高峰会在瑞士的日内瓦召开。大会海报命名任畹町为“中国人权运动之父”。

## 奖项
| 年份   | 奖项                         | 是否得奖 | 备注  |
| ------ | ---------------------------- | -------- | ----- |
| 1994年 | 罗伯特·弗朗西斯·肯尼迪人权奖 | 獲獎     | [ 9 ] |